# Kalifornia
Kalifornia es una película rodada en 1993, dirigida por Dominic Sena y protagonizada por Brad Pitt, Juliette Lewis, Michelle Forbes, David Duchovny, Sierra Pecheur y Gregory Mars Martin.

## Argumento
Un periodista llamado Brian Kessler (David Duchovny) se decide a recorrer los lugares donde los más prestigiosos asesinos en serie vivieron o asesinaron, pues se dispone escribir un libro sobre ellos. El viaje lo realiza con su novia Karrie (Michelle Forbes), aunque ponen en un tablón de anuncios una proposición para realizar el viaje acompañados, y pagar gasolina y comida a medias. Un asesino en libertad condicional (Brad Pitt) y su novia con discapacidad mental (Juliette Lewis) se deciden a realizar ese viaje, para escapar del estado y de su agente de la condicional, y aceptan la proposición, lo que trae numerosos problemas a la pareja.

## Producción
El guion fue escrito por Tim Metcalfe y Stephen Levy en 1987. Metcalfe ha comentado que su intención era "asustar a la audiencia y castigarme a mi mismo por mi morbosa obsesión por los casos de asesinato." 
El guion interesó al director Dominic Sena, sobre todo por el personaje de Early Grayce. 
Finalmente Metcalfe fue despedido y Sena completo el guion.
El comienzo del film fue filmado en una vieja zona industrial de Atlanta.